# Luis Carlos Ruano Angulo
Luis Carlos Ruano Angulo (Veracruz, 29 de agosto de 1923-Ciudad de México, 4 de diciembre de 2006) fue un militar mexicano que se desempeñó como secretario de Marina durante la presidencia de Carlos Salinas de Gortari.

## Biografía
Luis Carlos Ruano llegó a su cargo en 1990, tras la inédita renuncia al cargo de su antecesor el Almte. Mauricio Scheleske Sánchez, oficialmente por motivos familiares pero en realidad debido a varios escándalos en la dependencia. Ruano mantuvo un perfil bajo que permitió superar los escándalos anteriores, sin embargo se caracterizó por llevar a cabo una limpia interna en los mandos navales y una reestructuración en la secretaría. de este modo logro posicionarse como el "secretario de la venganza" ya que realizó retiros involuntarios dentro de la institución que eliminaron a almirantes más antiguos que no compartían su visión de la armada. Asimismo sometió a consejos de guerra a diversos almirantes que lo hubieran atacado en años anteriores. Ruano dio muestras de fortaleza al limpiar de corrupción la armada, pero se olvidó de las reformas que eran necesarias en la Armada de México.
Permitió el reingreso en México de la leche radioactiva que había sido devuelta en Veracruz, y cuyos daños se reflejan al día de hoy.
Falleció el 4 de diciembre del 2006, en la Ciudad de México.